# چارلی دیزون
آوریل رز دیزون ماتینزو (انگلیسی: April Rose Dizon Matienzo)، که بیشتر با نام اصلی خود چارلی دیزون شناخته می شود، بازیگر، مدل و خواننده فیلیپینی است.

## حرفه
دیزون اولین بازیگری خود را در سال ۲۰۱۷ در فیلم بالاخره کسی پیدا کردم انجام داد و به دنبال آن در همان سال در فیلم های دوست داشتن در پشت سر هم و هفت یکشنبه ظاهر شد.
در سال ۲۰۱۸، دیزون در فیلم جزیره گناه ظاهر شد. او قبل از حضور در فیلم مذکور با نام واقعی خود شناخته شده بود و تا یک ماه بعد به طور رسمی با نام هنری خود معرفی نشد. در ماه مارس، دیزون یکی از سیزده بازیگر مشتاق معرفی شده توسط ستاره سحر و جادو با دوبله ۲۰۱۸ دایره جادویی ستاره بود و اولین حضور تلویزیونی خود را در باگانی انجام داد.
یک سال بعد، دیزون در سریال درام فانتزی جزیره انگل ظاهر شد.
در سال ۲۰۲۰، دیزون در مجموعه تلویزیونی قلب یک سرباز و در فیلم‌های چهار خواهر قبل از عروسی و دختر طرفدار ظاهر شد. بازی دیزون از دختر طرفدار عنوان جایزه بهترین بازیگر زن در جشنواره فیلم مترو مانیل را برای او به ارمغان آورد.
او قرار است در سریال های تلویزیونی دختر غروب من و رسوایی ویروسی در سال ۲۰۲۱ ظاهر شود.

## لینک های خارجی
- چارلی دیزون در IMDb
- چارلی دیزون در اینستاگرام